# Hamza Hamdadou
Hamza Hamdadou (en arabe : حمزة حمدادو) est un footballeur algérien, né le 13 juillet 1990 à Oran. Il évolue au poste de défenseur central.

## Biographie
Il évolue en première division algérienne avec son club formateur, le MC Oran et le CA Bordj Bou Arreridj.
Il dispute actuellement 72 matchs en inscrivant deux buts en Ligue 1.